# Estancia de Baldomero Espartero en Albacete

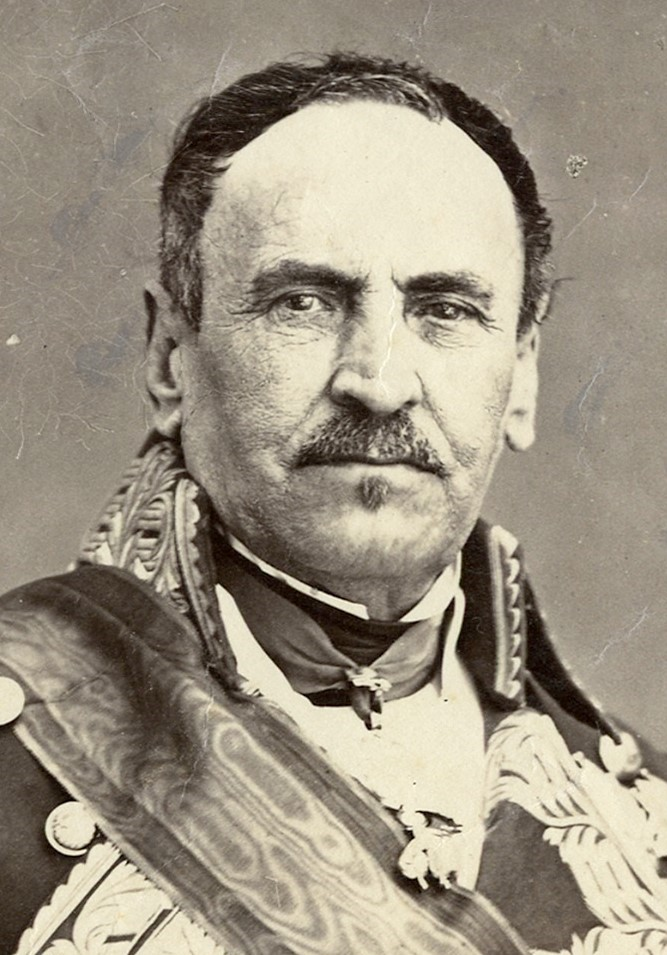
Ante los pronunciamientos contra su gobierno, el regente Baldomero Espartero trasladó a Albacete su cuartel general entre junio y julio de 1843.

El regente Baldomero Espartero, varios de sus ministros y sus tropas se establecieron en Albacete durante trece días, entre el 25 de junio y 7 de julio de 1843, en un intento por sofocar las rebeliones contra su gobierno que terminaron días más tarde por poner fin a su regencia.

## Historia
En 1843 Baldomero Espartero abandonó Madrid con el objetivo de sofocar las rebeliones que se producían contra su gobierno. Con un séquito de cerca de 6000 soldados, entre la infantería, la caballería, la artillería y los ingenieros y zapadores, fue acompañado por el ministro de Guerra, Agustín Nogueras, el ministro de Gobernación de la Península, Pedro Gómez de la Serna, y el inspector general de milicias, Francisco Linage.
A pesar de los pronunciamentos que se produjeron en Albacete, Baldomero Espartero y su comitiva hicieron su entrada en la capital a las 10 y media de la mañana del 25 de junio de 1843. Durante el establecimiento  de su corte en la ciudad, el regente se hospedó en la casa Alfaro, en la calle Feria, donde nació el marqués de Molins, Mariano Roca de Togores, quien, sin embargo, fue contrario a su regencia.

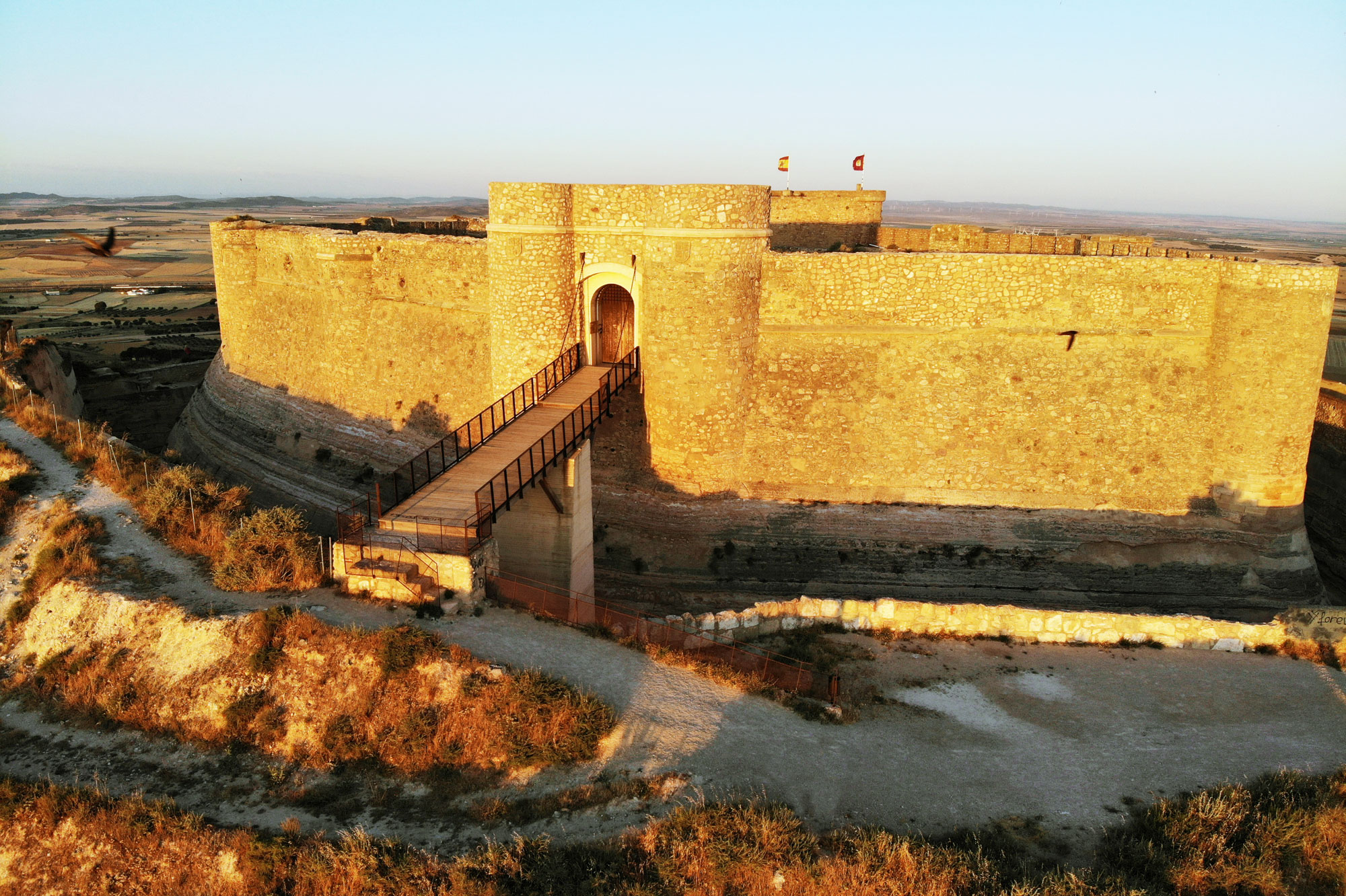
Las tropas de Espartero apenas tuvieron que intervenir en Albacete y sufrieron algunas bajas que se trasladaron al bando sublevado. En el castillo de Chinchilla sofocaron un enclave insurrecto.

El 27 de junio el regente disolvió la Milicia Nacional de Albacete, generando descontento en la ciudad. El regente fue acusado de «indecisión mortal e irresolución» y vio como un escuadrón de su comitiva se pasó al bando sublevado. Las tropas apenas tuvieron que actuar en dos fortalezas cercanas, el castillo de Chinchilla y el fuerte de Peñas de San Pedro, donde permanecieron bandos sublevados, sin lograr extinguir este último. 
El diario Fray Gerundio señaló que «ahora España tiene un gobierno a caballo en Albacete».  Espartero y su comitiva abandonaron la capital la madrugada del 7 de julio de 1843 con destino a Sevilla. Cuatro días más tarde, el 11 de julio, llegó a la ciudad el comandante general de la vanguardia del ejército de Valencia, Antonio Buil, para restablecer la milicia nacional. Espartero vivió en Albacete sus últimos días como regente antes de marcharse al exilio.

## Fuerzas de combate
Las tropas que formaron parte de la corte que Baldomero Espartero llevó consigo a Albacete sumaron un total de 5885 efectivos y fueron las siguientes:

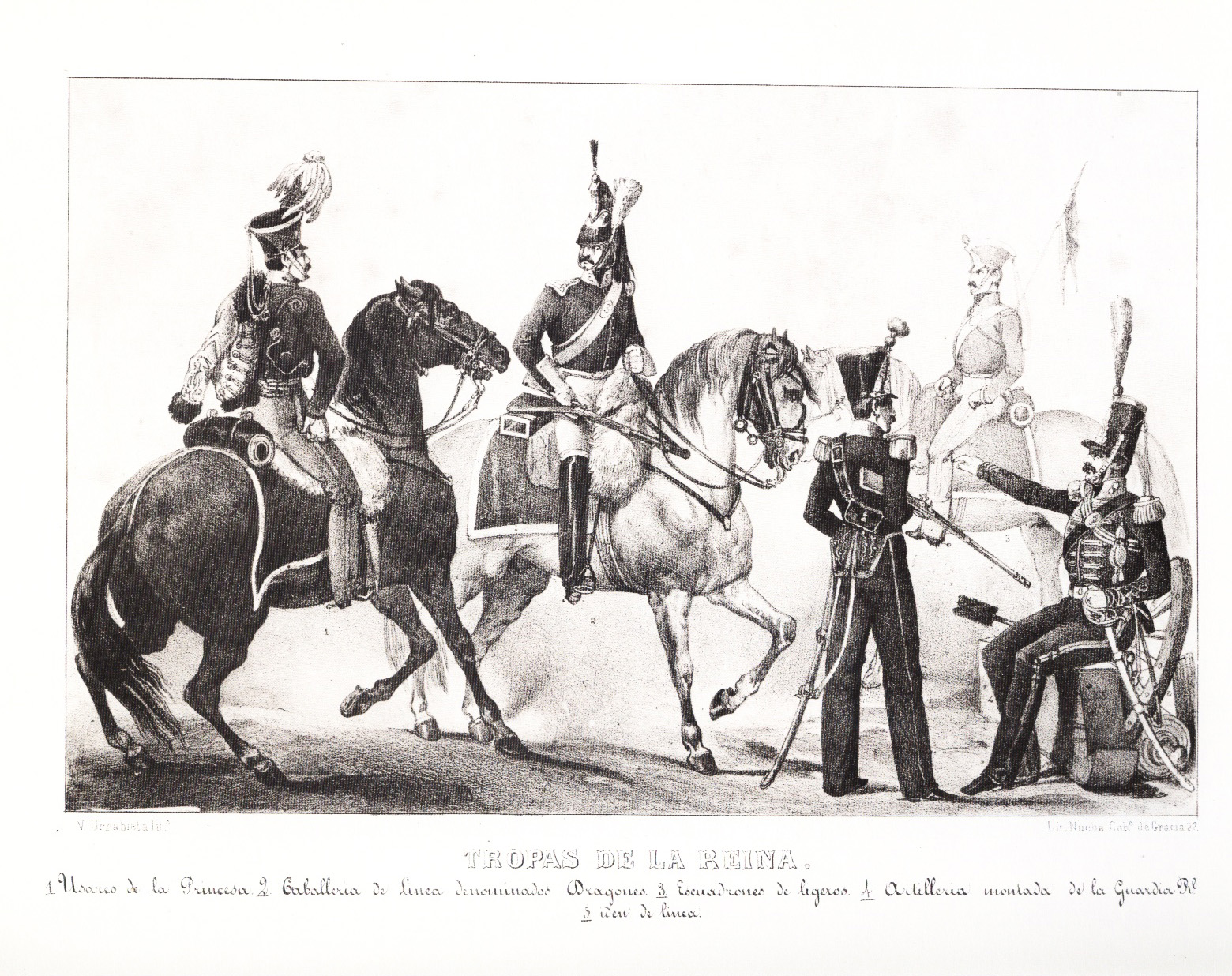
Entre las tropas que acompañaron a Baldomero Espartero a Albacete se encontraban 430 oficiales del regimiento de caballería de los Húsares de la Princesa, con base en El Pardo.

| Tropas                             | Oficiales |
| ---------------------------------- | --------- |
| Infantería: Regimiento de Luchana  | 1880      |
| Infantería: Regimiento del Rey     | 1623      |
| Infantería Provincial de Madrid    | 706       |
| Infantería Provincial de Segovia   | 651       |
| Caballería: Húsares de la Princesa | 430       |
| Artillería                         | 376       |
| Ingenieros y zapadores             | 219       |

## En la literatura
Benito Pérez Galdós se refirió en su episodio nacional Bodas reales (1900) a la decisión de Baldomero Espartero de instalar su corte en Albacete de la siguiente forma:

Salió el hombre [Espartero], tomando la vuelta de Albacete, donde se paró en firme, con aquella pachorra fatalista que en otros tiempos había sido la pausa precursora de sus grandes éxitos y ya era como la calma lúgubre que antecede a las tempestades. (...) En su parada fatalista de Albacete, Espartero padeció la mayor equivocación de su vida
Benito Pérez Galdós